# Dagmar Bryhl
Dagmar Jenny Ingeborg Bryhl, född 2 september 1891 i Skara, i Västergötland, död 9 augusti 1969 i Kungälv, var en av de 34 svenskar som överlevde förlisningen av RMS Titanic 1912. Under sin uppväxt bodde hon tillsammans med sin familj på Skolgatan i Skara och hennes far Edvard Gottfrid Lustig arbetade som stadsfiskal. Dagmar och hennes syskon hade mellan 1903 och 1906 beviljats anta släktnamnet Bryhl efter sin farmor.

## Ombord på Titanic
Dagmar Bryhl reste tillsammans med sin bror Kurt samt fästmannen Ingvar Enander på passagerarfartyget Titanic. Målet med deras resa var att åka till hennes farbror Oskar Lustig som bodde på 511 Pearl St. i Rockford, Illinois. Dagmars fästman ville resa till Amerika och studera jordbruket där, eftersom han utbildade sig till agronom. Dagmars bror Kurt följde med som tolk och var den enda av de tre som tänkte stanna kvar. De hade det lite bättre ställt och reste i andra klass.
Under natten mellan den 14 och 15 april, då Titanic förliste, befann sig sällskapet i sina hytter och hade inte svårt att ta sig upp på däck, eftersom de inte behövde leta sig upp genom tredjeklasskorridorer och trappor. De gick till babordssidan där Dagmar Bryhl kom med i en livbåt, medan varken fästmannen eller brodern fick tillåtelse att stiga i båten. Båten var inte ens halvbesatt när den firades ned, men senare tog man upp folk ur vattnet. Dagmar Bryhl räddades av livbåt 12, hon har i egen berättelse beskrivit hur livbåten tog upp människor från en kapsejsad båt vid namn livbåt B.

## Livet efter katastrofen
Vid ankomsten i New York möttes hon av sin farbror som först utan lycka sökte efter henne på Scandinavian Immigrant’s Home. Han meddelade sitt misslyckande att finna henne i ett telegram hem till familjen i Rockford. På sjukhuset där Dagmar Bryhl hade återhämtat sig, hade hon skickat ett telegram till Rockford, som hade meddelat hennes släktingar att hon blivit omhändertagen. Släktingarna hade i sin tur telegraferat till farbrodern var han kunde hitta henne och slutligen möttes de. Efter några dagars vila reste hon med farbrodern till Chicago, dit de anlände 24 april. Hon var emellertid fullständigt nedbruten och valde att åka hem till Sverige. Vita Stjärnlinjen gav henne en biljett på fartyget Adriatic som anlöpte Liverpool 18 maj 1912. Enligt Liverpool Daily Post 20 maj verkade hon vara återställd ”men då och då tycktes hon falla i trans, som om något obehagligt minne fångade henne”.
Efter traumat tog Dagmar Bryhls liv en ny vändning. Bröllopet hon skulle haft med sin tidigare blivande agronom Ingvar Enander var bara månader bort när katastrofen inträffade. Hon gifte sig istället med en svensk oljeingenjör. 1913 flyttade paret till Baku i Azerbajdzjan, där mannen jobbade för bröderna Nobel och ett oljeproducerande företag vid namn Naftabolaget. Paret bodde i en svensk koloni, Villa Petrolina. År 1917, under oktoberrevolutionen, störtades den ryska tsarens välde av bolsjevikerna. Lenin och Trotskij, som var de främsta ledarna, gjorde att oljekungarna fråntogs sin egendom och var tvungna att lämna landet, med risk för att antingen bli fängslade eller avrättade. Bryhl och hennes man flydde därför hem till Sverige. Hemma i Sverige skilde hon sig från oljeingenjören och gifte sig med läroverksadjunkten Emil Holmberg 1931. Paret bosatte sig i Kungälv.